# بيتر فير
بيتر فير (بالإنجليزية: Peter Fear)‏ هو لاعب كرة قدم بريطاني في مركز الوسط، ولد في 10 سبتمبر 1973 في منطقة ساتون في المملكة المتحدة. شارك مع منتخب إنجلترا تحت 21 سنة لكرة القدم. أما مع النوادي، فقد لعب مع أكسفورد يونايتد وساتون يونايتد ونادي كرولي تاون ونادي كيترينغ تاون ونادي ويمبلدون.

## وصلات خارجية
- بيتر فير على موقع قاعدة بيانات كرة القدم.إي يو (الإنجليزية)
- بيتر فير على موقع Soccerbase.com (لاعب) (الإنجليزية)
- بيتر فير على موقع عالم كرة القدم.نت (الإنجليزية)